# Prowadijska reka
Prowadijska reka (bułg. Провадийска река) – rzeka w północno-wschodniej Bułgarii, uchodzi bezpośrednio do Morza Czarnego. Długość – 119 km, powierzchnia zlewni – 2132 km², średni przepływ – 3,10 m³/s.
Źródła Prowadijskiej reki leżą w południowej części Wyżyny Samuiłowskiej (wschodniej części Niziny Naddunajskiej), na północ od miasta Szumen. Rzeka płynie na południowy wschód, przyjmując dopływy z Płaskowyżu Ludogorskiego na północy (Kamenica i Kriwa reka) i z Płaskowyżu Prowadijskiego na południu (Gławnica). Koło wsi Sinde Prowadijska reka zbliża się na kilka kilometrów do Kamcziji, po czym ostro skręca na północ i uchodzi do zachodniego krańca Jeziora Bełosławskiego (które przez Jezioro Warneńskie łączy się z Zatoką Warneńską Morza Czarnego).